# Günther Deneke
Johann Friedrich Günther Deneke (* 13. September 1882 in Magdeburg; † 1944 in Köslin) war ein deutscher Kunsthistoriker und Archivar.

## Leben
Deneke war der Sohn des Kaufmanns Max Deneke und besuchte das Domgymnasium Magdeburg bis zur Obersekunda. Danach wechselte er an das Fürstliche Gymnasium nach Wernigerode, wo er 1902 das Reifezeugnis erhielt. Daraufhin studierte er Philosophie, Klassische Philologie und Klassische Archäologie an den Universitäten Tübingen, Leipzig und Halle.
Von Juni 1905 bis September 1906 war er in der Redaktion des Allgemeinen Lexikons der Bildenden Künstler von der Antike bis zur Gegenwart in Leipzig tätig. Danach ging er auf Bildungsreise durch Deutschland, Frankreich, Belgien und England. 1907 setzte er das Studium der Kunstgeschichte an der Universität Halle fort. 1910 zog er wieder in seine Heimatstadt Magdeburg.
Er wurde 1911 an der Universität Halle bei Adolph Goldschmidt mit der Dissertation zum Thema Magdeburgische Bildhauer der Hochrenaissance und des Barock promoviert und wurde Archiv- und Museumsdirektor (?) in Berlin.
1913 übernahm er im Auftrag der Historischen Kommission für Sachsen und Anhalt die Ausarbeitung des ersten Bandes der Beschreibung der Bau- und Kunstdenkmäler der Stadt Magdeburg. Über die Aushändigung der Materialsammlung, die nicht im Druck erschien, gab es 1925/26 eine längere Auseinandersetzung.
Nach dem Wechsel von Wilhelm Herse nach Wolfenbüttel übernahm er die Leitung der fürstlichen Bibliothek, einer der bedeutendsten mitteldeutschen Adelsbibliotheken, und des Archivs in der Orangerie in Wernigerode. Durch die Schließung des Archivs aufgrund der Weltwirtschaftskrise verlor er seinen Arbeitsplatz und ging nach Berlin zurück. 1930 ließ er in Berlin seine Glassammlung versteigern. 1932/33 betrieb er in Berlin eine Galerie, die auch Kunstversteigerungen durchführte. Dort fand u. a. 1933 die Ausstellung „Die Gemeinschaft“ statt. 1939 lebte er in Bad Doberan und 1941/42 in Köslin.
Er ist der Vater des Naturschützers und SPD-Politikers Diether Deneke (1918–2002) und des Journalisten Volrad Deneke (1920–2006).

## Veröffentlichungen
- Magdeburgische bildende Künstler vor 1631. In: Geschichtsblätter für Stadt und Land Magdeburg. Band 45, 1910, S. 325–346.
- Magdeburgische Bildhauer der Hochrenaissance und des Barocks. Halle a.S. 1911 (= Dissertation; archive.org).
- Beiträge zur Geschichte einiger alter Ratsgeschlechter in Magdeburg. In: Geschichtsblätter für Stadt und Land Magdeburg. Band 46, 1911, S. 103–118.
- Gothische Wandmalereien in der Dorfkirche zu Badeleben. In: Geschichtsblätter für Stadt und Land Magdeburg. Band 46, 1911, S. 324–327.
- Georg Broel. In: Exlibris – Buchkunst und angewandte Graphik. Band 22, 1912, Heft 3/4, S. 97–101.
- Berichtigungen und Ergänzungen zum 32. Heft der Bau- und Kunstdenkmäler der Provinz Sachsen, Kreis Grafschaft Wernigerode. Selbstverlag, 1925.
- Stadt Wernigerode und Kreis Grafschaft Wernigerode mit seinen Kurorten Ilsenburg und Schierke. Berlin-Halensee, Dari, 1926 (Mitautor).
- Kurze systematische Übersicht der Fürstlich Stolbergschen Bibliothek zu Wernigerode. Wernigerode 1931.
- Die Fürstlich Stolberg-Wernigerodesche Bibliothek. In: Monatsblatt. Wiss. Beilage der „Magdeburgischen Zeitung“. Band 73, 1931, S. 33–35 und S. 41–44.
- Einrichtung eines Landhauses in Petzow und Beiträge aus anderem Privatbesitz. Berlin 1932.
- Die Gemeinschaft. Gemälde, Skulpturen, Graphik, Architektur, Metallarbeiten, 19. Mai – 18. Juni 1933 in den Räumen von Dr. Günther Deneke Berlin W 9, Bellevuestrasse. Berlin 1933.